# Newaygo County
Newaygo County is een county in de Amerikaanse staat Michigan.
De county heeft een landoppervlakte van 2.182 km² en telt 47.874 inwoners (volkstelling 2000). De hoofdplaats is White Cloud.